# Distrikt Toro
Der Distrikt Toro liegt in der Provinz La Unión in der Region Arequipa in Südwest-Peru. Der Distrikt wurde am 4. Mai 1835 gegründet. Er besitzt eine Fläche von 526 km². Beim Zensus 2017 wurden 605 Einwohner gezählt. Im Jahr 1993 lag die Einwohnerzahl bei 1443, im Jahr 2007 bei 1005. Die Distriktverwaltung befindet sich in der 2964 m hoch gelegenen Ortschaft Toro mit 264 Einwohnern (Stand 2017). Toro liegt 7 km südsüdwestlich der Provinzhauptstadt Cotahuasi.

## Geographische Lage
Der Distrikt Toro liegt in der Cordillera Volcánica im Süden der Provinz La Unión. Der Río Cotahuasi fließt abschnittsweise entlang der nördlichen und nordwestlichen Distriktgrenze nach Südwesten. Anschließend durchquert er den äußersten Südwesten des  Distrikts und vereinigt sich mit dem Río Marán zum Río Ocoña. Letzterer fließt ein kurzes Stück entlang der westlichen Distriktgrenze nach Süden. Im Südosten des Distrikts erhebt sich der 6093 m hohe Vulkan Solimana.
Der Distrikt Toro grenzt im Nordwesten an die Distrikte Tauría und Quechualla, im äußersten Nordosten an die Distrikte Charcana und Pampamarca, im Osten an den Distrikt Cotahuasi, im äußersten Südosten an den Distrikt Salamanca (Provinz Condesuyos) sowie im Süden an die Distrikte Chichas und Yanaquihua (beide in der Provinz Condesuyos).

## Ortschaften
Im Distrikt gibt es neben dem Hauptort folgende größere Ortschaften:
- Ancaro
- Caspi
- Chaucalla
- Cupe
- Huachuy
- Llallihua
- Pampacocha
- Siringay